# 그린 로즈
《그린 로즈》는 2005년 3월 19일부터 2005년 5월 29일까지 토,일 오후 9시 45분에 방영된 SBS 주말 특별기획 드라마이다.

## 등장 인물

### 주요 인물
- 이정현/장중원(30세, SR전자 사원) - 고수
- 오수아(26세, 오 회장의 딸) - 이다해
- 신현태(33세, SR전자 해외사업본부 이사 → SR전자 사장) - 이종혁
- 차유란(32세, 전 오회장의 비서) - 김서형

### 주변 인물
- 이춘복(40세, 화평대반점 부지배인) - 박상면
- 홍소라(31세, SR전자 사원) - 서진아
- 서재우(40세, SR전자 전무) - 선우재덕
- 정택수(40대, 오회장 운전기사) - 성동일
- 안 교도관(50대, 정현의 담당 교도관) - 유정기
- 유광일(30대 중반, 담당 변호사) - 이원재
- 김동욱(30세, SR 전자 사원) - 정상훈
- 한명숙(60세, 정현의 모친) - 정혜선
- 오 검사(40대, 오회장의 담당 검사) - 최상훈
- 오병무(60세, SR전자 그룹 총수) - 한진희
- 조성하(40대, 검찰청 수사관) - 강신일

### 그 외 인물
- 이영훈 - 임채홍
- 김 수사관 - 장훈
- 재판장 - 이승호
- 감사 - 변희봉
- 중국 삼합회 건달 - 김상식
- 병원의사 - 윤순홍
- 수아의 친구 - 김민주
- 오수아 아역 - 하은설
- 지사장 - 이성용
- 홍 대리 - 유서진

## 연장
- 그린 로즈 방영 분량이 20부작에서 2회 연장되어 22부작으로 변경.확정되었다.

## 참고 사항
- 당초 성유리가 오수아 역을 맡을 예정이었으나 개인 사정으로 고사하자 이다해가 대신 들어갔다.
- 주연들 중의 한 명이었던 이다해는 <그린 로즈> 뿐 아니라 MBC <다섯손가락>에 출연할 계획이었으나 물리적 시간부족 등의 이유로 <다섯손가락>은 포기했으며[1] <다섯손가락>은 이다해 자리에 허영란을 유력한 후보로 올렸고[2] 허영란 외에도 조민기 이주현 김민 등이 캐스팅 확정 또는 물망에 올랐지만[3] 대본 표절 시비로 방영이 미뤄졌으며[4] 뒷날 시놉시스와 출연진 등 내용을 전면 수정하면서 제목도 사랑찬가로 변경됐다[5].

## 수상
- 2005년 SBS 연기대상 특별기획부문 연기상 남자 고수
- 2005년 SBS 연기대상 드라마스폐셜 연기상 여자 이다해

## 같이 보기
- 대한민국의 텔레비전 드라마
- 대한민국의 텔레비전 프로그램 목록